# Battle of Gettysgoat
Battle of Gettysgoat è un film muto del 1914 interpretato e diretto da Romaine Fielding. È stato probabilmente il primo lungometraggio americano di genere commedia.

## Trama
Durante la guerra messicana, due ragazzi americani, i fratelli Ostrich - frustrati per non essere in grado di combattere - decidono di invadere per proprio conto il Messico, ingaggiando una battaglia di arguzie con il colonnello Furioso.

## Produzione
Il film fu prodotto dalla Lubin Manufacturing Company.

## Distribuzione
Distribuito dalla General Film Company, il film uscì nelle sale USA nell'aprile 1914.